# Олександрівська загальноосвітня школа
Олександрівська загальноосвітня школа І-ІІІ ступенів — україномовний навчальний заклад І-III ступенів акредитації у селі Олександрівка, Юр'ївського району Дніпропетровської області.

## Загальні дані
Олександрівська загальноосвітня школа І-ІІІ ступенів розташована за адресою: вул. Леніна, 44, село Олександрівка (Юр'ївський район) — 51322, Україна.
Директор закладу — Жир Світлана Миколаївна, вчитель вищої категорії, старший вчитель. Стаж педагогічної роботи становить 21 рік. Учнів навчає історії. 
Мова викладання — українська.
Профільна направленість: здійснення профільного навчання за суспільно-гуманітарним профілем. 
Викладає - 17 вчителів із них: 4 вчителя мають звання "Вчитель-методист", 10-"Старший вчитель", 12-мають вищу кваліфікаційну категорію, 1-І категорію, 1-II категорію, 3- спеціаліст.
Школа працює за напрямком "Школа сприяння здоров'я".
В школі діє дитяча молодіжна організація "Юність” та організація "Козачата”.    

## Історія
Перша школа в селі з'явилася у 1911 році. Земство збудувало цегляну школу, у якій було чотирирічне навчання. Після революції 1917 року школа стала семирічною. В Олександрівці початкові класи навчалися в колишньому попівському будинку, що знаходився напроти школи. З села Оленівка учні ходили в Олександрівку з 1 класу, в Сергіївці була своя початкова школа, а до 5 класу вони йшли до Олександрівської школи. 
Двоповерхова споруда на 560 місць була збудована у 1970 році за ініціативою голови колгоспу Орлова Олександра Семеновича. Її очолив Бова Іван Терентійович. У 1981 році школа стала середньою. 
Управління народної освіти облвиконкому повідомляє, що Кабінет Міністрів України постановою від 27 листопада 1991 р. № 345 присвоїв Олександрівській середній школі ім'я учасниці антифашистської молодіжної організації Філіпової А.М. 

## Джерело-посилання
- Офіційний сайт школи